# Покушение на Габриэль Гиффордс
Покуше́ние на Габриэ́ль Ги́ффордс произошло в субботу, 8 января 2011 года в городе Тусон, Аризона. Инцидент произошёл во время встречи члена Конгресса США Габриэль Гиффордс (англ. Gabrielle Giffords) с избирателями, когда напавший с пистолетом преступник убил 6 и ранил по разным данным от 14 до 19 человек. Гиффордс была ранена в голову (пуля прошла навылет через череп и левое полушарие мозга) и в критическом состоянии доставлена в больницу. Среди убитых девятилетняя девочка, помощник Гиффордс Гейб Циммерман, а также федеральный судья Джон Ролл (англ. John McCarthy Roll). Среди раненых двое членов команды Г. Гиффордс.
Джаред Ли Лофнер, зацикленный на Гиффордс 22-летний житель Тусона, был арестован на месте преступления. Федеральные прокуроры предъявили ему обвинение по пяти пунктам, включая покушение на убийство члена Конгресса и убийство федерального судьи. В прошлом Лофнеру неоднократно предъявлялись обвинения в хранении наркотиков, и он был временно исключен из колледжа за нарушающее дисциплину поведение. Материалы дела включают рукописные записи Лофнера, указывающие на то, что он планировал покушение заранее. Мотив преступления остаётся неясным; Лофнер отказался сотрудничать со следствием, сославшись на своё право хранить молчание. Он был задержан и получил обвинение по 49 пунктам. В январе 2012 года федеральный судья признал Лофнера недееспособным на основании двух проверок дееспособности последнего, в результате которых подсудимый получил диагноз «параноидная шизофрения».  Он признал себя виновным по 19 пунктам обвинения, и в ноябре 2012 года был приговорён к пожизненному лишению свободы.

## Происшествие
Инцидент произошёл чуть позже 10 утра по местному времени (UTC−7; 20:00 МСК). Член Палаты представителей Габриэль Гиффордс проводила встречу с избирателями своего округа на территории торгового центра сети Safeway в её родном городе Тусоне (штат Аризона) (32°20′09″ с. ш. 110°58′30″ з. д.). Согласно заявлениям очевидцев, Гиффордс поставила около входа в супермаркет стол, возле которого и проводилась беседа с избирателями.
Около 20—30 человек собрались вокруг неё, когда вооружённый пистолетом мужчина подошёл к ней и выстрелил в голову с расстояния не более 3 метров, а затем открыл беспорядочный огонь по толпе.
Когда нападавший попытался перезарядить пистолет, стоящей рядом 61-летней свидетельнице Патрисии Мэйч (англ. Patricia Maisch) удалось выбить из его рук запасной 33-зарядный магазин патронов к пистолету, который преступник начал вынимать из заднего кармана.
Стрелявший не смог убежать, так как сразу же после этого он попытался вытащить ещё один запасной магазин патронов, но его сбил с ног успевший вскочить с земли легко раненный в голову 74-летний отставной полковник Билл Бэджер (англ. Bill Badger), который захватил его левую руку. И тут же на преступника навалились схвативший его правую руку Роджер Зульцгебер (англ. Roger Sulzgeber), стоявший в толпе с женой третьим от Гиффордс, и Джозеф Зимуди (англ. Joseph Zimudie), упавший на ноги стрелявшего.
На выстрелы прибежал 20-летний интерн Даниэль Эрнандес (англ. Daniel Hernandez), только 5-й день работающий в офисе Гиффордс в Тусоне и имеющий квалификацию помощника медбрата. Проверяя пульс у нескольких жертв, он увидел лежащую Гиффордс с простреленной головой. Он зафиксировал её на своих коленях с приподнятой головой в таком положении, чтобы Гиффордс не захлебнулась от своей собственной крови, чем, возможно, спас ей жизнь. При этом он аккуратно промокал её раны фартуками работников супермаркета Safeway, останавливая кровотечение, одновременно давая возможность излишкам крови свободно уйти из ран, не повышая внутреннего давления. Он же помог занести Гиффордс в прибывший на место стрельбы вертолёт скорой помощи, и держал её руку на пути в больницу.
Из магазина также выбежали двое покупателей — супруги врач Дэвид и медсестра Нэнси Боумэн (англ. David & Nancy Bowman). Дэвид тут же начал сортировку раненных для отправки в больницу, оценивая их пульс, давление, дыхание, речь, тяжесть повреждений и т. п.; Нэнси начала оказывать помощь 9-летней Кристине Тейлор Грин, имевшей 4 ранения.
Полиция подоспела к супермаркету в 10:15 — через 4 минуты после первого же звонка на «911», поступившего в 10:11 и зафиксированного службой в 10:12 (всего поступило около 20 звонков); первая бригада скорой помощи прибыла в 10:16.

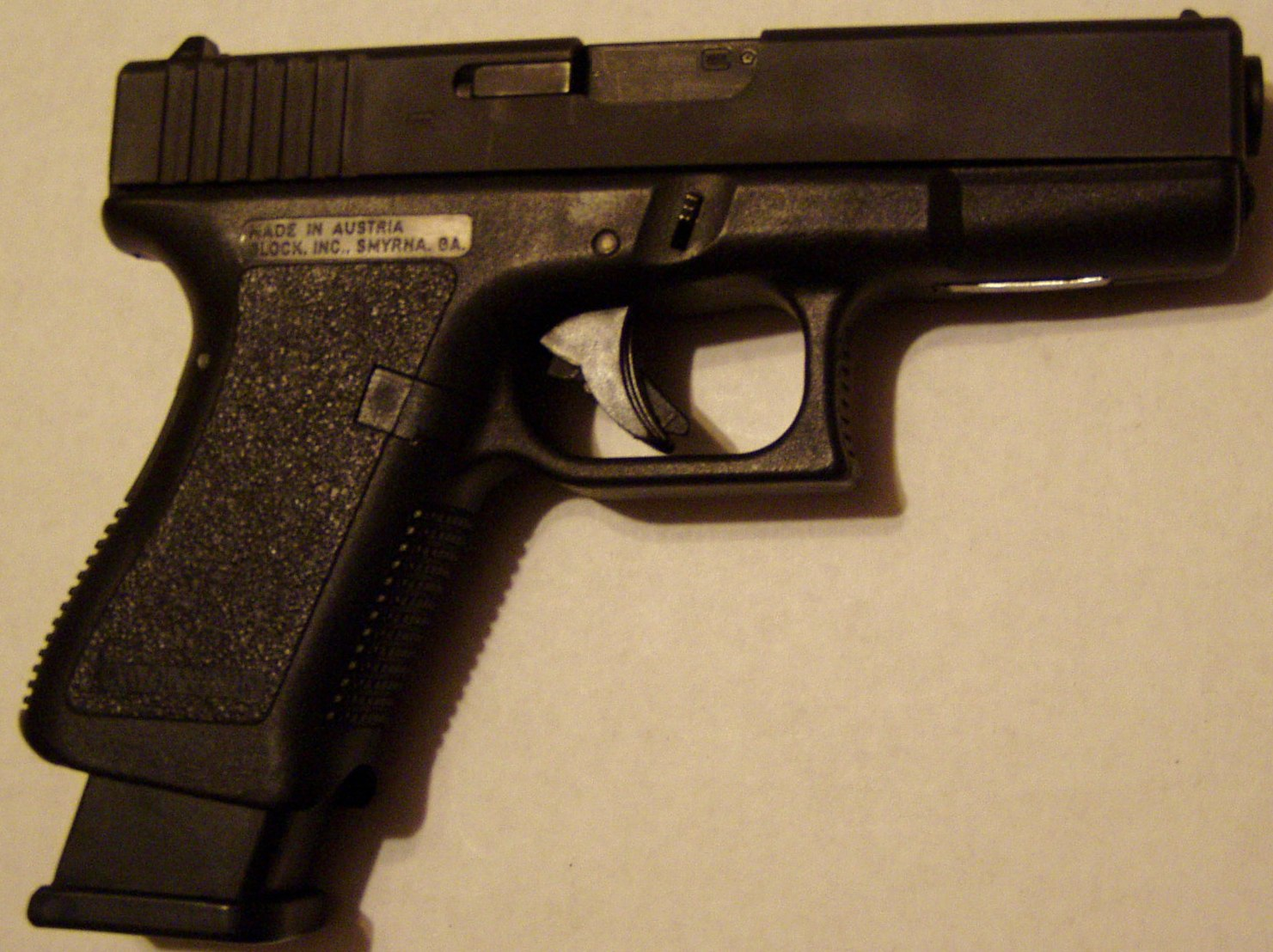
Пистолет «Glock»

Стрельба производилась из 9-мм полу-автоматического пистолета Glock модели 19 австрийского производства. Преступник использовал 33-зарядные магазины патронов к пистолету — это магазин максимальной ёмкости к пистолету этого типа.
Клэренс Дупник, шериф округа Пима, в который входит город Тусон, сразу после покушения заявил, что разыскиваются и другие возможные варианты оружия, но не уточнил информацию. Он также заявил, что в местном офисе Гиффордс был изучен «подозрительный пакет». В пакете взрывчатки не оказалось.

## Жертвы преступления
На месте покушения были убиты пять человек, в том числе Федеральный судья Джон Ролл и руководитель социальных программ при Гиффордс Гейб Циммерман. Шестая жертва — девятилетняя девочка Кристина Тэйлор Грин — немного позже скончалась в больнице. Четыре человека находились в критическом состоянии.
По крайней мере один пострадавший от стрельбы был доставлен в Северо-Западный медицинский центр, а остальные раненые поступили на лечение в местный University Medical Center.

### Габриэль Гиффордс

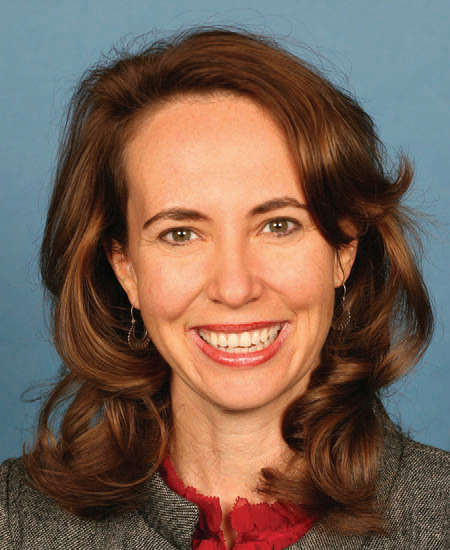
Член Палаты представителей США от Аризоны Габриэль Гиффордс (Демократическая партия)

Некоторые СМИ изначально объявляли Габриэль Гиффордс смертельно раненой, однако позже оказалось, что она выжила и находится в критическом состоянии. Была проведена экстренная операция для устранения последствий огнестрельного ранения в голову. По словам доктора Питера Ри из Медицинского центра университета в Тусоне, пуля прошла навылет через череп и мозг, войдя и выйдя с одной (левой) стороны головы. Несколько дней Гиффордс находилась в реанимации под анестезией, в сознание не приходила.
Общественность США часть ответственности за произошедшее возложила на бывшего кандидата в вице-президенты США Сару Пейлин, призывавшую устранить из политики Гиффордс и 19 других парламентариев-демократов.
9 января она пришла в сознание, 16 января 2011 года врачи отключили Г. Гиффордс от аппарата искусственного дыхания, она могла двигать руками и ногами и пыталась открыть глаза.
21 января конгрессвумен перевезли самолётом в город Хьюстон, в Реабилитационный центр Memorial Hermann, который специализируется на ранениях головного мозга.
26 января состояние Гиффордс улучшилось до удовлетворительного.
1 августа Гиффордс посетила заседание Конгресса и приняла участие в голосовании.

### Погибшие
- Кристина Грин (англ. Christina Taylor Green), 9-летняя девочка, родившаяся в день террористического акта 11 сентября 2001 года, внучка бейсболиста Далласа Грина (англ. Dallas Green (baseball))[35], троюродная сестра актрисы Софии Буш[36]. Её внутренние органы с согласия родственников были пересажены другой девочке в клинике Бостона[37].

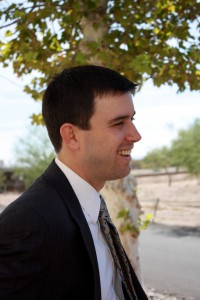
Гейб Циммерман

- Джон Ролл (англ. John McCarthy Roll), 63 года, главный судья федерального суда по Аризоне.
- Дороти Моррис (англ. Dorothy Morris), 76 лет, бывшая секретарша. Её муж Джордж был ранен.
- Филлис Шек (англ. Phyllis Scheck), 79 лет.
- Дорван Стоддард (англ. Dorwan Stoddard), 76 лет, бывший строитель, застрелен в голову при попытке защитить свою жену[38].
- Габриэль («Гейб») Циммерман (англ. Gabriel "Gabe" Zimmerman), 30 лет, директор программ по социальной помощи в офисе Г. Гиффордс, незадолго до смерти был помолвлен[38].

## Расследование и суд

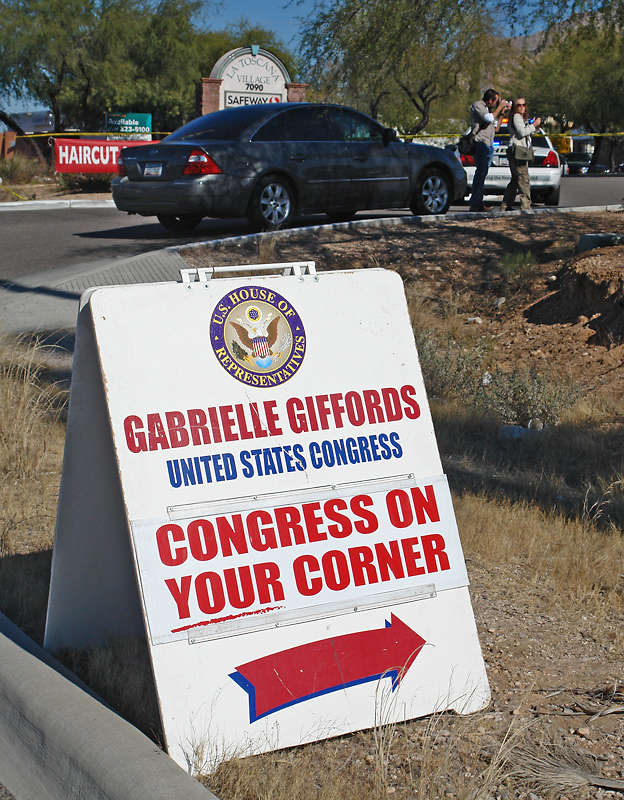
Щит на повороте дороги, указывающий место встречи с Г. Гиффордс

Супермаркет Safeway был закрыт после происшествия. Вооружённый человек, описанный как белый мужчина 25-летнего возраста с короткой стрижкой и «одетый в потрёпанном стиле», был арестован подоспевшим нарядом полиции через несколько минут после того, как его задержали потерпевшие и свидетели преступления.
Полиция определила личность подозреваемого, которым оказался Джаред Ли Лофнер (англ. Jared Lee Loughner), родившийся 10 сентября 1988 года, ранее неоднократно попадавший в поле зрения полиции.
8 и 9 января он был допрошен ФБР, и было объявлено, что он отказался от сотрудничества с властями и ходатайствовал о применении права Пятой поправки. Власти заявили, что мотивация предполагаемого стрелка неизвестна, поскольку он отказывается говорить.
Полиция вначале объявила, что разыскивается второй подозреваемый: белый мужчина приблизительно 40—50 лет, темноволосый. Утром 9 января была распространена фотография с камер наружного наблюдения, которая смогла зафиксировать его появление. Однако вскоре было установлено, что второй подозреваемый был таксистом, подвозившим задержанного Д. Лофнера. Он зашёл с ним в супермаркет с целью размена денег, чтобы вернуть Лофнеру сдачу за проезд, в связи с чем подозрение с него было снято.
Также было установлено, что ещё 22 марта 2010 года было разбито стекло в офисе Г. Гиффордс в Тусоне, также были сообщения о нападениях на офисы Демократической партии в штатах Нью-Йорк и Канзас.
10 января 2011 года Джареду Лофнеру предъявлено официальное обвинение.
20 января 2011 года Большая коллегия присяжных предъявила Джареду Лофнеру обвинения по трем пунктам, включая и обвинение в попытке убийства Габриэль Гиффордс, в связи с чем несостоявшемуся убийце конгрессмена грозит от пожизненного срока до смертной казни.
24 января Джаред Ли Лофнер объявил о своей невиновности во время предварительного суда.
25 мая суд признал Лофнера невменяемым.
28 сентября 2011 года Федеральный суд пришёл к выводу, что психическое состояние Джареда Ли Лофнера заметно улучшилось и что со временем он сможет принять участие в судебном процессе.
8 ноября 2012 года Верховный суд штата Аризона признал Лофнера виновным по всем предъявленным ему пунктам обвинения и приговорил к семи пожизненным срокам без права на условно-досрочное освобождение, и дополнительным 140 годам тюрьмы. Вынося приговор, судья отметил, что у Лофнера «больше никогда не будет возможности взять оружие в руки».

## Реакция

### Государственные деятели

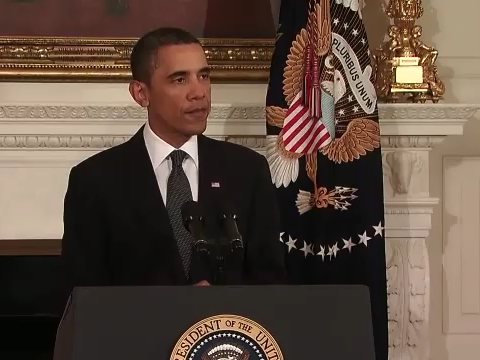
Обама делает заявление касательно покушения на Гиффордс

Президент США Барак Обама охарактеризовал происшедшее как «чудовищную трагедию», добавив, что «такой ужасный и бесчувственный акт насилия не должен иметь места в свободном обществе». Из-за инцидента он отложил запланированную поездку.
Губернатор Аризоны Джан Брюэр заявила: «Мои мысли и молитвы с конгрессвумен Гиффордс и её семьёй, её помощниками и их семьями, а также с другими пострадавшими от этого бесчувственного и жестокого насилия».
Спикер Палаты представителей Джон Бейнер сказал:

Нападение на служащего есть нападение на всех, кто служит. Насильственные действия и угрозы насилия в отношении официальных лиц не должны происходить в нашем обществе… Это печальный день для нашей страны.— 
Председатель Верховного суда США Джон Робертс распространил следующее заявление: «Мы, судебная власть, пострадали от потери части нас» со смертью судьи Джона Ролла.
10 января 2011 года член палаты представителей от штата Иллинойс Дэнни Дэвис получил письмо с угрозой в свой адрес. По словам Дэвиса, неизвестный послал письмо на электронную почту одного из сотрудников его штаба. В письме неизвестный отправитель написал: «Дэнни Дэвис — следующий». Как сказал Дэвис, в обычной ситуации он бы не стал обращать внимание на выходки такого рода хулиганов. Однако в свете последних событий с Гиффордс Дэвис решил не испытывать судьбу и доложил о письме в полицию.

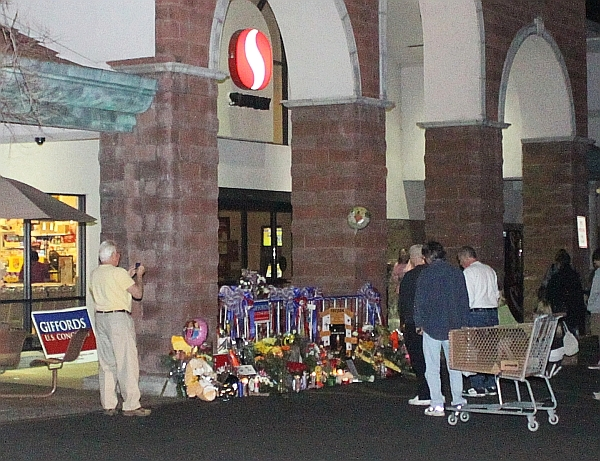
Цветы на месте преступления, 15 января 2011 года

Глава баптистской церкви Уэстборо Фред Фелпс объявил о намерении пикетировать похороны погибших. Он также сказал, что его церковь молится о больших смертях, поскольку это божественное наказание США, в частности — за либеральное отношение к геям и лесбиянкам.
12 января 2011 года Барак Обама выступил с речью, посвящённой памяти жертв покушения, в университете Аризоны.
15 января 2011 года один из раненых в ходе стрельбы 63-летний Джеймс Эрик Фуллер (англ. James Eric Fuller) был задержан полицией за угрозу в адрес руководителя местного отделения «Чайной партии» Трента Хампфриса (англ. Trent Humphries), который не стал выступать за незамедлительное решение вопроса о регулировании оборота огнестрельного оружия.

### СМИ
Некоторые комментаторы, такие как Ховард Курц и Тоби Хернден, критиковали то, что они считали спешными выводами о мотивах преступника, оспаривая предположения, что теракт был результатом деятельности Движения чаепития или чего-либо, связанного с Сарой Пэлин. Пол Кругман написал публицистическую статью, в которой утверждал, что политическая риторика в США стала ядовитой. Когда возобновились призывы смягчить риторику после теракта, Кит Оберман извинился за любые собственные слова, которые могли быть подстрекательством к насилию, заявив: «Насилию, или угрозе насилием, нет места в нашей Демократии, и я приношу извинение и отрекаюсь от любого своего действия или ещё чего-либо из моего прошлого, которое могло бы даже непреднамеренно поощрить насилие». Телеведущий Джон Стюарт заявил, что не знал, способствовала ли теракту политическая атмосфера США, но «Касательно всех гипербол и сарказмов, ставших частью нашего политического процесса — в то время как реальность этой риторики и действия соответствуют тревожному характеру слов, мы не потеряли нашу способность ужасаться. … Быть может, это помогает нам чаще согласовывать нашу риторику с действительностью».